# Molgula variazizi
Molgula variazizi är en sjöpungsart som beskrevs av Monniot 1978. Molgula variazizi ingår i släktet Molgula och familjen kulsjöpungar. Inga underarter finns listade i Catalogue of Life.